# Dmitri Khvostov
Dmitri Grigoryevich Khvostov (em russo:  Дмитрий Григорьевич Хвостов; Ivanovo, 21 de agosto de 1989) é um basquetebolista profissional russo. Atualmente joga na Liga Russa de Basquetebol Profissional pelo BC Khimki.